# Hadiach

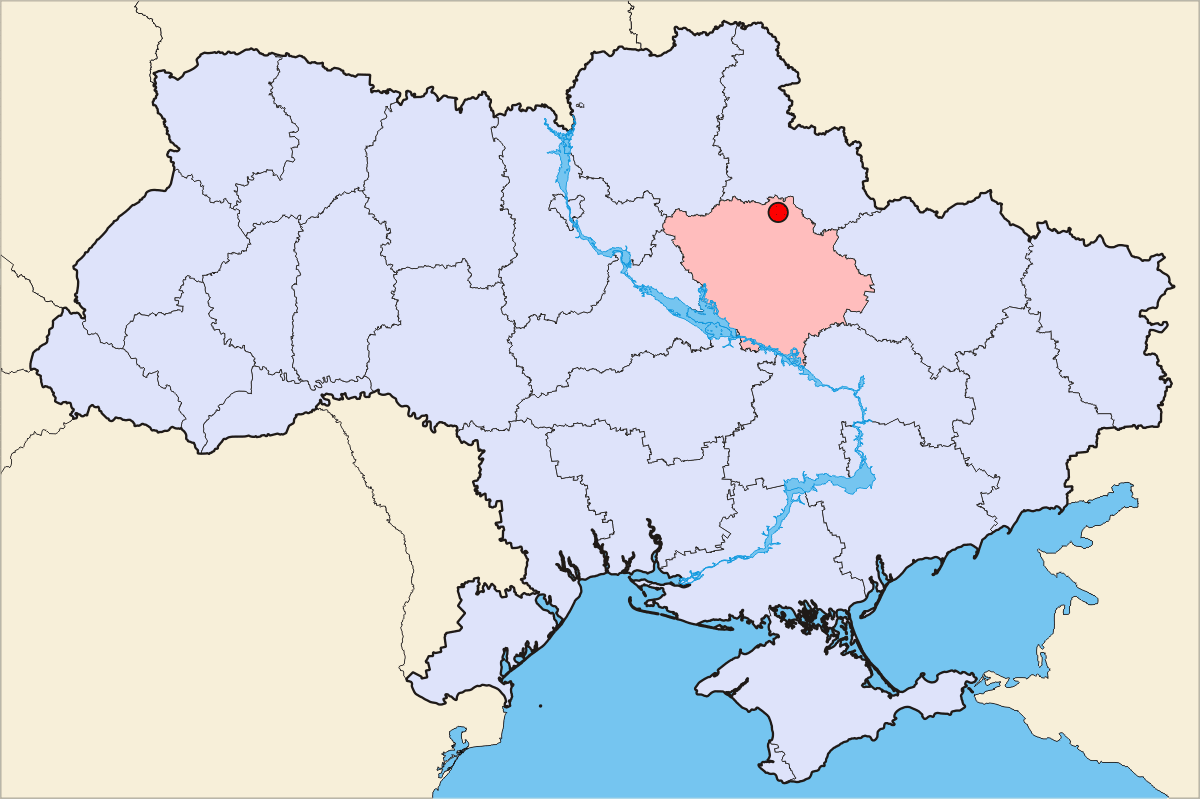
A localização de Hadiach na Ucrânia

Hadiach é uma cidade situada na região central da Ucrânia, em Oblast de Poltava. Segundo o censo de 2002, a população da cidade era de 22.267 habitantes.
Hadiach foi concedido direitas da cidade em 1634.
Hadiach é um dos principais pontos de interesse para os judeus hassídicos que visitam a Ucrânia, devido ao antigo cemitério que fica no rio que atravessa a cidade, em razão de ter sido nesse cemitério que Shneur Zalman de Liadi foi enterrado.